# 東北大学学友会応援団
東北大学学友会応援団（とうほくだいがくがくゆうかいおうえんだん）は東北大学学友会に所属する応援団である。創団は1963年。
主に学友会に所属する競技部を応援することを目的とし、学内行事・学外行事にも参加している。
競技部への応援活動としては全国七大学総合体育大会での応援や仙台六大学野球春秋リーグ戦、東北バレーボール大学リーグ戦、アメリカンフットボール東北学生リーグ戦での応援活動を中心に、男女ラクロス部、漕艇部、トライアスロン部など様々な競技部への応援活動を行っている。
競技部への応援活動以外も盛んである。東北大学前期試験の直前に行われる受験生激励や、三社まつりでの演舞活動など、地域に根付く活動にも取り組んでいる。
特徴的な演目(いわゆる「名物演目」)としては下駄踊り、松島の大漁唄い込み、傘踊りなどが挙げられる(傘踊りは数十年の間披露されていなかったが、2018年の創団55周年記念式典にて復活を遂げたが、2018年12月時点では廃止となっている)。 
2003、2004年に部員が0名となり存続の危機に立たされたが、その後部員数が増加。最大で70名近くが在籍したが、卒団者や退部者の関係もあり57代(2019年初頭)での在籍数は50名近くとなっている。

## 構成
- リーダー部
- 吹奏部

1966年創設。その後何度か消滅と復活を繰り返すが、現在は30名以上の部員を擁しており、2017年2月には第一回定期演奏会を開催した。
- チアリーダー部

1987年創設。競技チアリーディングは行っておらず、応援活動中心のチアリーダーとして活動を行っている。